# ماری هوبینگر
ماری هوبینگر (انگلیسی: Marie Höbinger؛ زادهٔ ۱ ژوئیهٔ ۲۰۰۱) بازیکن فوتبال اهل اتریش است.
از باشگاه‌هایی که در آن بازی کرده‌است می‌توان به باشگاه فوتبال ۱.اف‌اف‌سی توربین پوتسدام اشاره کرد.
وی همچنین در تیم‌های ملی فوتبال زنان اتریش بازی کرده‌است.